# Eduardo Lalo
Eduardo Lalo (Cuba, 1960) es un escritor, artista plástico, fotógrafo y profesor universitario puertorriqueño.

## Biografía
Aunque nacido en Cuba, desde los dos años vive en Puerto Rico, en la capital, San Juan. Estudió en el Colegio San Ignacio de Loyola—regresó en 1977 y en su época escolar practicó el deporte de campo traviesa—y después completó en la Universidad de Columbia y en la Sorbona Nueva.
Las obras de Lalo son difíciles de definir genéricamente, su libros son híbridos de ensayo y ficción, lo que se vio ya en su primerar obra, En el Burger King de la calle San Francisco, publicada en 1986. Desde entonces ha insistido en mezclar arte, ensayo y ficción. Sobre su vena artística, ha dicho: "Primero que nada, soy escritor. Comencé a dibujar tardíamente, a los 21 años, cuando acababa de estudiar en Nueva York y visitaba museos y galerías. Me fui a vivir a París y sin ninguna formación solicité ingresar en una escuela de bellas artes."
Su reconocimiento internacional le llegó en 2013, cuando ganó el Premio Rómulo Gallegos con su novela Simone. El mismo año, encabezó la delegación de sus connacionales a la Feria Internacional del Libro de Lima, donde Puerto Rico fue el invitado de honor de su XVIII edición.
Profesor en el campus de Río Piedras de la Universidad de Puerto Rico, publica críticas literarias y columnas (por ejemplo, en 80 Grados); ha dirigido dos mediometrajes: Donde y La ciudad perdida. Además, su trabajo como fotógrafo ha sido recogido en más de una decena de exposiciones.
Reside en San Juan, está casado y tiene tres hijos. Tiene un hermano nueve años mayor.

## Premios
- Premio Ciudad Valencia Juan Gil-Albert 2006 por el ensayo Los países invisibles
- Premio Rómulo Gallegos 2013 por la novela Simone

## Obras
- En el Burger King de la calle San Francisco, con ocho dibujos del autor; Ediciones Astrolabio, San Juan (Puerto Rico), 1986
- Libro de textos, dos monólogos, catorce relatos y varios poemas; Instituto de Cultura Puertorriqueña, San Juan, 1992
- Ciudades e islas, Publicaciones Yuquiyú, San Juan, 1995
- La isla silente, reúne sus tres anteriores libros; Isla Negra Editores, San Juan, 2002
- Los pies de San Juan, ensayo fotográfico; Centro de Investigación  y Política Pública, Fundación Biblioteca Rafael Hernández Colón, 2002
- La inutilidad, novela, Ediciones Callejón, San Juan, 2004
- donde, libro híbrido: ensayo y foto; Editorial Tal Cual, San Juan, 2005
- San Juan de Puerto Rico, Institució Alfons el Magnànim, colección Debats 88, Valencia, 2005
- Leyendas sobre secretos: La hija del verdugo; La mancha de sangre, leyendas puertorriqueñas adaptadas por Lalo e ilustradas por Walter Gastaldo; Alfaguara Infantil y Juvenil, Guaynabo, 2005
- Los países invisibles, ensayo, Editorial Tal Cual, San Juan, 2008; Ediciones Corregidor, Buenos Aires, 2014; Fórcola Ediciones, Madrid, 2016.
- El deseo del lápiz: castigo, urbanismo, escritura, ensayo, Editorial Tal Cual, San Juan, 2010
- Simone, novela, Ediciones Corregidor, Buenos Aires, 2012; Fórcola, Madrid, 2016